# Munda melanocephala
Munda melanocephala är en insektsart som beskrevs av Lucien Chopard 1951. Munda melanocephala ingår i släktet Munda, och familjen syrsor. Inga underarter finns listade.